# 1574
1574 (MDLXXIV) a fost un an comun al calendarului iulian, care a început într-o zi de vineri.

## Evenimente
- 10 iunie: Bătălia de la iezerul Cahulului. A avut loc între oastea domnitorului Moldovei Ioan Vodă cel Cumplit, și armata otomano–tătărească. Bătălia s-a încheiat cu victoria turcilor.
- În Moldova se sfârșește domnia lui Ioan Vodă cel Viteaz (1572-1574).
- Începe prima domnie a lui Petru Șchiopul în Moldova (1574-1577).
- Principele Transilvaniei Stephan Báthory devine regele Poloniei.

## Nașteri
- 8 decembrie: Maria Anna de Bavaria, prima soție a împăratului Ferdinand al II-lea (d. 1616)
- 12 decembrie: Ana a Danemarcei, soția regelui Iacob I al Angliei (d. 1619)

## Decese
- 30 mai: Regele Carol al IX-lea al Franței (n. Charles-Maximilien), 23 ani (n. 1550)
- 27 iunie: Giorgio Vasari, 66 ani, pictor, arhitect și istoric de artă italian (n. 1511)
- 27 august: Bartolomeo Eustachio, savant, anatomist și medic italian (n. 1500/1514)
- 12 decembrie: Selim al II-lea, 50 ani, sultan al Imperiului Otoman (n. 1524)

### Nedatate
- februarie: Bogdan Lăpușneanu, 20 ani, domn al Moldovei, fiul domnitorului Alexandru Lăpușneanu (n. 1553)
- Hans Eworth, 53 ani, pictor flamand (n. 1520)